# CA-TennisTrophy 2000
CA-TennisTrophy 2000 — тенісний турнір, що проходив на кортах з твердим покриттям у місті Відень, Австрія з 9 жовтня . Належав до категорії ATP International Series Gold, був турніром серії Vienna Open 2000 року.

## Фінальна частина

### Одиночний розряд
Тім Генман —  Томмі Гаас 6–4, 6–4, 6–4

### Парний розряд
Євген Кафельников /  Ненад Зімоньїч —  Їржі Новак (тенісист) /  Давід Рікл 6–4, 6–4